# Comuna Bileaiivka, Novovoronțovka
Bileaiivka (în ucraineană Біляївка) este o comună în raionul Novovoronțovka, regiunea Herson, Ucraina, formată din satele Bileaiivka (reședința) și Ukraiinka.

## Demografie
Componența lingvistică a comunei Bileaiivka
     Ucraineană (95,75%)
     Rusă (3,26%)
     Alte limbi (0,99%)
Conform recensământului din 2001, majoritatea populației comunei Bileaiivka era vorbitoare de ucraineană (95,75%), existând în minoritate și vorbitori de rusă (3,26%).